# Chiharu Igaya
Pour les articles homonymes, voir Chiharu.
Chiharu Igaya (猪谷 千春, Igaya Chiharu), né le 20 mai 1931 à Kounachir, est un skieur alpin japonais originaire de Shigakogen.

## Biographie
Igaya est le premier Japonais à recevoir une médaille aux Jeux olympiques d'hiver, en 1956.
En 1982, Igaya devient membre du comité international olympique et le demeure jusqu'en 2012, date à laquelle il devient membre honoraire.

## Palmarès

### Jeux olympiques d'hiver
| Épreuve / Édition         | Descente | Slalom géant | Slalom | Combiné                          |
| JO 1952 Oslo              | 24e      | 20e          | 11e    | Épreuve inexistante à cette date |
| JO 1956 Cortina d'Ampezzo | Abandon  | 11e          | Argent | Épreuve inexistante à cette date |
| JO 1960 Squaw Valley      | 34e      | 23e          | 12e    | Épreuve inexistante à cette date |

### Championnats du monde
| Épreuve / Édition         | Descente | Slalom géant | Slalom | Combiné                          |
| JO 1952 Oslo              | 24e      | 20e          | 11e    | Épreuve inexistante à cette date |
| JO 1956 Cortina d'Ampezzo | Abandon  | 11e          | Argent | —                                |
| Mondiaux 1958 Bad Gastein | 15e      | 6e           | Bronze | 4e                               |
| JO 1960 Squaw Valley      | 34e      | 23e          | 12e    | 10e                              |